# Praščijak
Praščijak je naselje v občini Bihać, Bosna in Hercegovina. 

## Deli naselja
Praščijak.

## Prebivalstvo
| Pregled števila prebivalcev po letih | Pregled števila prebivalcev po letih | Pregled števila prebivalcev po letih | Pregled števila prebivalcev po letih | Pregled števila prebivalcev po letih | Pregled števila prebivalcev po letih |
| ------------------------------------ | ------------------------------------ | ------------------------------------ | ------------------------------------ | ------------------------------------ | ------------------------------------ |
| 1948                                 | 1953                                 | 1961                                 | 1971                                 | 1981                                 | 1991                                 |
| -                                    | -                                    | -                                    | 133                                  | 101                                  | 101                                  |

| Narodna sestava prebivalstva po letih                                                                                    | Narodna sestava prebivalstva po letih                                                                                     | Narodna sestava prebivalstva po letih                                                                                     |
| --- | --- | --- |
| 1971 | 1981 | 1991 |
| . skupaj: 133 Srbi 133 (100 %) Hrvati 0 (0,00 %) Muslimani 0 (0,00 %) Jugoslovani 0 (0,00 %) drugi in neznano 0 (0,00 %) | . skupaj: 101 Srbi 99 (98,01 %) Hrvati 0 (0,00 %) Muslimani 0 (0,00 %) Jugoslovani 2 (1,98 %) drugi in neznano 0 (0,00 %) | . skupaj: 101 Srbi 98 (97,02 %) Hrvati 0 (0,00 %) Muslimani 0 (0,00 %) Jugoslovani 3 (2,97 %) drugi in neznano 0 (0,00 %) |